# Manfred Herweh
Manfred Herweh (Lampertheim, 14 de junio de 1954) es un expiloto de motociclismo alemán. Su mejor año fue en la temporada 1984 cuando ganó cuatro Grandes Premios a bordo de una Rotax en 250cc. Herweh acabó al temporada en segunda posición por detrás de Christian Sarron. Se retiró en 1989.
Herweh fue el último piloto que ganó un Gran Premio de la categoría de 350cc en 1982 en el Gran Premio de Alemania.
Desde 1984, Herweh fabricó motocicletas para Nico Bakker y motores Rotax. Estas motos compitieron en el Mundial usando el chasis de la fábrica "Real".

## Resultados en el Campeonato del Mundo
Sistema de puntuación desde 1969 hasta 1987:
| Posición | 1.º | 2.º | 3.º | 4.º | 5.º | 6.º | 7.º | 8.º | 9.º | 10.º |
| Puntos   | 15  | 12  | 10  | 8   | 6   | 5   | 4   | 3   | 2   | 1    |

Sistema de puntuación desde 1988 hasta 1991:
| Posición | 1.º | 2.º | 3.º | 4.º | 5.º | 6.º | 7.º | 8.º | 9.º | 10.º | 11.º | 12.º | 13.º | 14.º | 15.º |
| Puntos   | 20  | 17  | 15  | 13  | 11  | 10  | 9   | 8   | 7   | 6    | 5    | 4    | 3    | 2    | 1    |

### Carreras por año
| Año  | Clase | Equipo        | 1       | 2      | 3       | 4       | 5      | 6       | 7       | 8       | 9       | 10      | 11      | 12      | 13     | 14     | 15     | Pts. | Pos. | Vic. |
| ---- | ----- | ------------- | ------- | ------ | ------- | ------- | ------ | ------- | ------- | ------- | ------- | ------- | ------- | ------- | ------ | ------ | ------ | ---- | ---- | ---- |
| 1981 | 250cc | Yamaha        | ARG -   |        | GER 20  | NAT -   | FRA -  | ESP -   |         | NED -   | BEL -   | RSM -   | GBR -   | FIN -   | SWE -  | CZE -  |        | 0    | -    | 0    |
| 1982 | 250cc | Yamaha        |         |        | FRA -   | ESP -   | NAT -  | NED -   | BEL -   | YUG -   | GBR -   | SWE -   | FIN -   | CZE -   | RSM -  | GER 7  |        | 4    | 26.º | 0    |
| 1982 | 350cc | Yamaha        | ARG -   | AUT -  | FRA -   |         | NAT -  | NED -   |         |         | GBR -   |         | FIN -   | CZE -   |        | GER 1  |        | 15   | 13.º | 1    |
| 1983 | 250cc | Real-Rotax    | RSA 6   | FRA -  | NAT 3   | GER Ret | ESP 21 | AUT 1   | YUG 3   | NED Ret | BEL Ret | GBR -   | SWE -   |         |        |        |        | 40   | 7.º  | 1    |
| 1984 | 250cc | Real-Rotax    | RSA 4   | NAT 9  | ESP 12  | AUT Ret | GER 3  | FRA 3   | YUG 1   | NED 3   | BEL 1   | GBR Ret | SWE 1   | RSM 1   |        |        |        | 100  | 2.º  | 4    |
| 1985 | 250cc | Real-Rotax    | RSA Ret | ESP -  | GER -   | NAT -   | AUT -  | YUG -   | NED 23  | BEL 6   | FRA 4   | GBR 3   | SWE Ret | RSM 4   |        |        |        | 31   | 8.º  | 0    |
| 1986 | 250cc | Aprilia-Rotax | ESP 14  | NAT 14 | GER Ret | AUT 7   | YUG 8  | NED Ret | BEL Ret | FRA Ret | GBR -   | SWE -   | RSM -   |         |        |        |        | 7    | 19.º | 0    |
| 1987 | 250cc | Honda         | JPN Ret | ESP 15 | GER DNS | NAT 18  | AUT 17 | YUG 13  | NED 11  | FRA 5   | GBR 10  | SWE Ret | CZE Ret | RSM 8   | POR 10 | BRA -  | ARG -  | 11   | 15.º | 0    |
| 1988 | 250cc | Yamaha        | JPN DNQ | USA -  | ESP 10  | EXP 10  | NAT 12 | GER Ret | AUT 8   | NED 10  | BEL Ret | YUG Ret | FRA -   | GBR Ret | SWE -  | CZE 24 | BRA 11 | 35   | 15.º | 0    |
| 1989 | 250cc | Yamaha        | JPN DNS | AUS -  | USA -   | ESP -   | NAT -  | GER DNQ | AUT 25  | YUG Ret | NED -   | BEL 23  | FRA DNQ | GBR 22  | SWE 17 | CZE 15 | BRA -  | 1    | 41.º | 0    |

| Color     | Resultado                                                               |
| --------- | ----------------------------------------------------------------------- |
| Oro       | Ganador                                                                 |
| Plata     | 2.ª plaza                                                               |
| Bronce    | 3.ª plaza                                                               |
| Verde     | Finalizó en los puntos                                                  |
| Azul      | Finalizó sin puntos                                                     |
| Azul      | NC - No clasificado                                                     |
| Violeta   | Ret - No terminó (Carrera)                                              |
| Rojo      | DNQ - No se clasificó                                                   |
| Negro     | DSQ - Descalificado                                                     |
| Blanco    | DNS - No empezó (carrera)                                               |
| Blanco    | WD - Retirado (fin de semana)                                           |
| Blanco    | C - Carrera cancelada                                                   |
| Sin color | DNP - Inscrito pero no participó                                        |
| Sin color | INJ - Lesionado                                                         |
| Sin color | EX - Excluido                                                           |
| Estado    | Resultado                                                               |
| Negrita   | Pole position                                                           |
| Cursiva   | Vuelta rápida                                                           |
| †         | Abandona, pero clasifica al completar el porcentaje requerido para ello |